# Ляля (станция)
Ляля — грузопассажирская станция Свердловской железной дороги в городе Новой Ляле Свердловской области России. Станция расположена на ветке Гороблагодатская — Серов (бывшая Богословская железная дорога).
Как и сам город, станция получила своё название по наименованию реки Ляли. Станция находится в центральной части города, к югу от реки Ляли. Железная дорога проходит по городу с юго-востока на северо-запад и разделяет его на две равные части, далее линия уходит на север, в Лобву и Серов. При станции есть небольшой деревянный одноэтажный вокзал с водонапорной башней и комплексом хозяйственных зданий постройки начала XX века. Станция Ляля используется главным образом для разъезда и сортировки поездов и для обслуживания пассажиров. К северо-западу от станции отходят подъездные пути к промышленным предприятиям города.

## Пассажирское сообщение
На станции останавливаются поезда дальнего следования Пермь — Приобье и Екатеринбург — Приобье и пригородные электропоезда Нижний Тагил — Верхотурье, Нижний Тагил — Нижняя Тура и Нижний Тагил — Серов.

## История
В 1902 году астраханский рыбопромышленник купец К. П. Воробьев приобрел за 2 миллиона 100 тысяч рублей Николае-Павдинский округ с лесной площадью 330 тысяч десятин и начал сплав леса по Каме и Волге в Астрахань. В виду дороговизны сплава в 1904 году Воробьев начинает пилить лес на месте и в виде пиломатериалов транспортировать по железной дороге. Первый пятирамный завод строится на Старой Ляле и проводится узкоколейная железная дорога от Выи протяженностью 70 км.
В 1903 в связи с развитием в окрестностях лесопильного производства строится железнодорожная линия Гороблагодатская – Надеждинский Завод, постоянное движение по которой открывается в 1906. Железнодорожная станция Ляля была открыта в 1906 году в составе Богословской железной дороги при основанном здесь в 1903 году посёлке Новая Ляля.
Вдоль линии Богословской железной дороги в 1905-1906 гг. строятся серия лесопильных заводов: при станции Ляля – двухрамный завод Лаптева и Мамаева и два однорамных завода Пушкарева и Сабурова. В 1914 году в Новой Ляле под руководством финских специалистов во главе с К. К. Бергстремом появляется бумажная фабрика под первоначальным названием «Николае-Павдинская бумажная фабрика» впоследствии целлюлозно-бумажный комбинат. К фабрике принадлежали кирпичный завод, силовая станция, механическая мастерская и шестирамная лесопилка. Бумажная фабрика была ориентирована на использование отходов лесопильного производства.